# フラボーザ・ソッターナ
フラボーザ・ソッターナ（Frabosa Sottana）は、イタリア共和国ピエモンテ州クーネオ県にある、人口約1,500人の基礎自治体（コムーネ）。町域に含まれるプラート・ネヴォソ (Prato Nevoso) は、スキーリゾートとして知られる。

## 名称
地元の言葉では以下の名で呼ばれる。
- ピエモンテ語: Frabosa Sotana または Frabosa 'd Sot
- オック語: Frabouza Soutana

## 地理

### 位置・広がり
クーネオ県の南部に位置し、県都クーネオから南東へ22km、サヴォーナから西へ54km、州都トリノから南へ86kmの距離にある。
隣接するコムーネは以下の通り。
- 北 - ヴィッラノーヴァ・モンドヴィ
- 北東 - モナステーロ・ディ・ヴァスコ
- 東 - フラボーザ・ソプラーナ
- 南 - マリアーノ・アルピの飛び地
- 西 -ロッカフォルテ・モンドヴィ

#### 地震分類
イタリアの地震リスク階級 (it) では、3
に分類される。

## 行政

### 分離集落
フラボーザ・ソッターナには、以下の分離集落（フラツィオーネ）がある。
- Alma, Artesina, Gosi, Pianvignale, Prato Nevoso, Miroglio, Riosecco

## 文化・観光・施設
コムーネ南部のアルテジナ集落の東にあるコレット・ファヴァの丘には、ウィーンの美術グループ「ゼラチン」によって設置された巨大なピンクのうさぎのぬいぐるみ（作品名 Hase（うさぎ）、通称「ピンク・ラビット」）が設置されている。
プラート・ネヴォソの集落 (Prato Nevoso) は、自転車のロードレースであるジロ・デ・イタリア（1996年、2000年）や、ツール・ド・フランス（2008年）でステージとなったことがある。